# 30 Minuten Deutschland
30 Minuten Deutschland war eine von AZ MEDIA TV produzierte und von 2009 bis 2018 im Rahmen der Drittsendelizenz wöchentlich montags bei RTL ausgestrahlte Dokumentations-Reihe.

## Konzept
In der Reportage-Serie ging es um die menschlichen und zwischenmenschlichen Abenteuer des täglichen Lebens in Deutschland. Im Mittelpunkt standen Menschen, die durch ihren Beruf, ihre Berufung, ihr Hobby, ihr Talent oder ihr persönliches Schicksal eine besondere Rolle und Funktion in der Gesellschaft einnehmen. Menschen, deren Alltag nicht alltäglich ist. In Form der klassischen Begleitreportage war die Kamera in den spannendsten, bewegendsten, schönsten und schwierigsten Augenblicken hautnah mit dabei und bildete ein Stück typisch deutscher Lebenswirklichkeit ab. Ohne Drehbuch, ohne Choreografie, ohne Inszenierung. „30 Minuten Deutschland“ porträtierte Menschen, die nicht im Rampenlicht des öffentlichen und des kommerziellen Interesses stehen: Menschen, die anderen helfen, Menschen, die ihr Leben für andere aufs Spiel setzen, Menschen, die ihr Leben trotz schwerer Schicksalsschläge meistern und anderen ein Vorbild sind.